# 3. ulanski polk (Avstro-Ogrska)
Za druge 3. polke glejte 3. polk.
3. ulanski polk (izvirno nemško Galizisches Ulanen Regiment Nr. 3) je bil konjeniški polk avstro-ogrske skupne vojske.

## Zgodovina
Polk je bil ustanovljen leta 1801.

### Prva svetovna vojna
Polkovna narodnostna sestava leta 1914 je bila sledeča: 69% Poljakov, 26% Rutencev in 5% drugih.
Naborni okraj polka je bil v Przemyślu, pri čemer so bile polkovne enote garnizirane sledeče: Krakov (štab in I. divizion) in Bielsko-Biała (II. divizion).

## Poveljniki polka
- 1859: Joseph Waldstein-Wartenberg[6]
- 1865: Joseph Waldstein-Wartenberg[7]
- 1879: Ludwig De Vaux[8]
- 1914: Paul Lemaic von Pasan-Brodo[9]